# Vierge à l'Enfant (Sirani)
Vierge à l'Enfant est un tableau réalisé en 1663 par la peintre italienne Elisabetta Sirani. Cette huile sur toile est une peinture chrétienne dans laquelle Marie est représentée en jeune femme souriante, coiffée du turban des paysannes bolonaises, alors qu'elle maintient assis sur un coussin l'Enfant Jésus, qui s'apprête à lui poser sur la tête une couronne de roses. Il s'agit donc d'une Madone se doublant d'une Vierge à la rose pour annoncer le couronnement de la Vierge. Don de Wallace et Wilhelmina Holladay, elle est conservée au National Museum of Women in the Arts, à Washington, aux États-Unis.